# قاوبينغ
قاوبينغ (بالصينية: 高平市) هي مدينة على مستوى مقاطعة، في الصين، تقع في جينتشنغ، بلغ عدد سكانها 484,862 نسمة، تبلغ مساحتها 946 كيلومتر مربع، رمزها البريدي هو 048400.